# 克索韦
克索韦，是西班牙加利西亚自治区卢戈省的一个市镇。 总面积89平方公里，总人口3547人（2001年），人口密度40人/平方公里。